# Ragazzo che conduce un cavallo
Ragazzo che conduce un cavallo è un'opera realizzata tra il 1905 e il 1906 dal pittore spagnolo Pablo Picasso. È realizzata a olio su tela e misura cm 220,3x130,6.
È conservata al Museum of Modern Art di New York.

## Descrizione e analisi
Alfred Barr scrisse riguardo a quest'opera, che si inserisce nel primo periodo classico di Picasso: "...una semplicità semplice e naturale di ordine e di atteggiamento, che fa apparire grossolani e sbiaditi i custodi ufficiali della tradizione greca come Ingres e Puvis de Chavannes".
Non troviamo in questa tela nessuna volontà narrativa, nessun dettaglio né animazione sullo sfondo. Allo scopo di evocare la semplicità e la purezza. Picasso sceglie l'immagine archetipo di un uomo in armonia con l'animale, entrambi inseriti in un paesaggio scarno e primitivo: un non luogo dove tempo e stagioni non esistono. I colori terracotta e grigio, lontani da quelli proposti dai Fauves, esposti nello stesso anno al Salon des Indépendants, sono un esplicito rifiuto ai nuovi pigmenti brillanti. Picasso preferisce ancora la monocromia alla policromia. Appartiene al cosiddetto periodo rosa dell'artista.